# Clairfontaine
Clairfontaine ist eine französische Gemeinde mit 522 Einwohnern (Stand: 1. Januar 2022) im Département Aisne in der Region Hauts-de-France (vor 2016: Picardie); sie gehört zum Arrondissement Vervins und zum Kanton Vervins.

## Geographie
Die Gemeinde Clairfontaine liegt am Nordostrand der Thiérache an der Grenze zum Département Nord, acht Kilometer nordwestlich von Hirson und etwa 51 Kilometer ostnordöstlich von Saint-Quentin.

### Nachbargemeinden
| Rocquigny            | Wignehies                                   | Fourmies   |
| La Flamengrie        | Kompassrose, die auf Nachbargemeinden zeigt | Mondrepuis |
| Sommeron, La Capelle | Luzoir                                      | Wimy       |

## Bevölkerungsentwicklung
| Jahr                       | 1962 | 1968 | 1975 | 1982 | 1990 | 1999 | 2006 | 2014 | 2021 |
| Einwohner                  | 609  | 597  | 519  | 556  | 514  | 497  | 531  | 563  | 525  |
| Quellen: Cassini und INSEE |      |      |      |      |      |      |      |      |      |

## Sehenswürdigkeiten

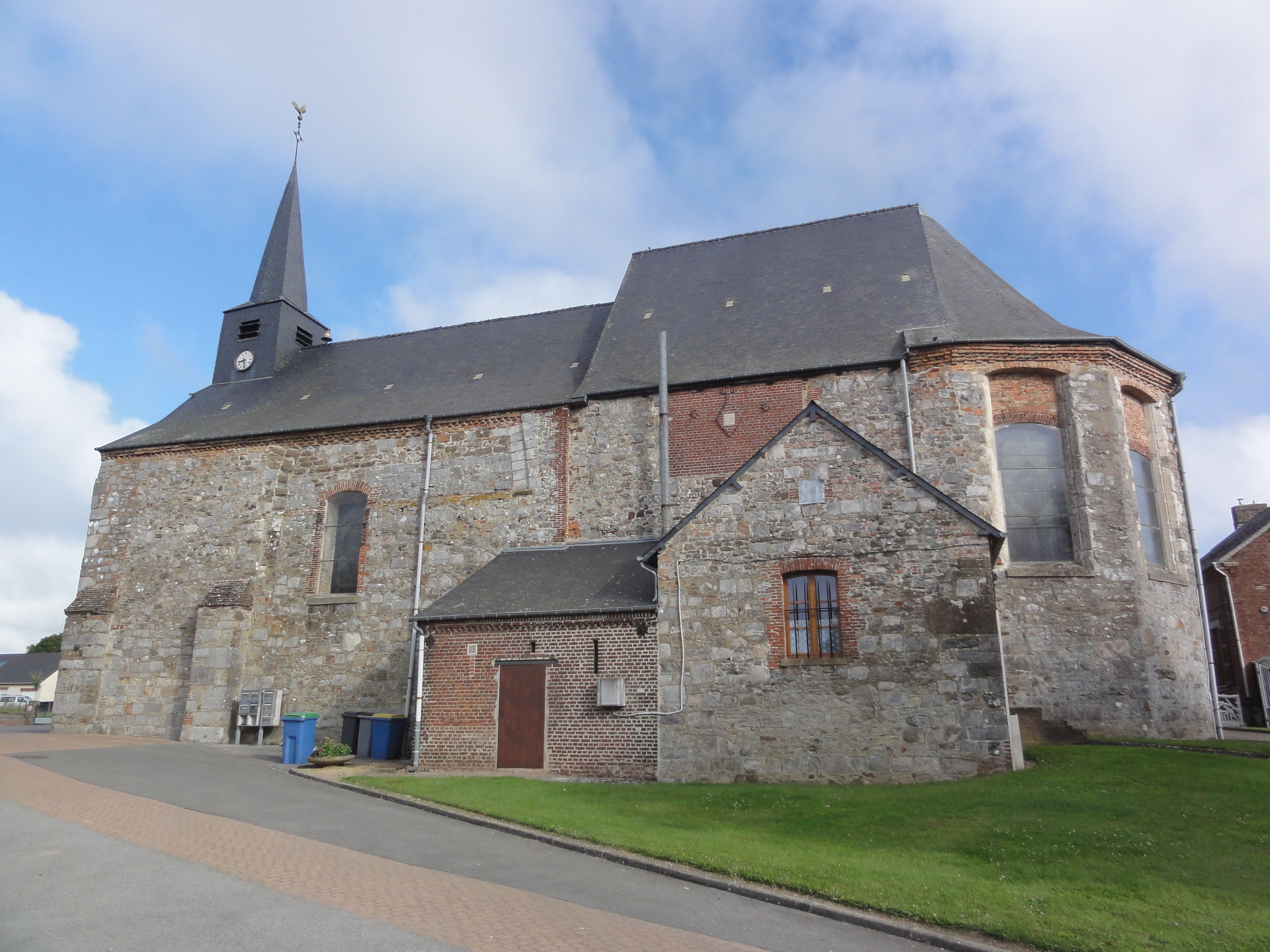
Kirche Sainte-Ursule

- Kirche Sainte-Ursule
- Kloster Clairfontaine